# To the Sky
"To the Sky" (makedonská verze "Таму кај што припаѓам"; v překladu Tam, kam patřím) je píseň severomakedonsko–srbské zpěvačky Tijany Dapčević. Autory hudby jsou Darko Dimitrov a Lazar Cvetkovski, zatímco text napsali Darko Dimitrov a Elena Risteska.
Byla interně vybrána, aby reprezentovala Makedonii na Eurovision Song Contest 2014 v Dánsku. Píseň byla odhalena 22. února 2014 a následující den byla dostupná ke stažení na iTunes.

## Pozadí a vydání
Píseň, která měla původně reprezentovat zemi byla "Pobeda" a měla být v makedonštině. Nicméně, dne 22. února 2014 vystoupila zpěvačka se skutečnou písní reprezentující zemi, a to jak v angličtině ("To the Sky"), tak i v makedonštině ("Таму кај што припаѓам").